# محمد بن الحاج
أبو عبد الله محمد بن الحاج قائد من قادات جيش المرابطين في المغرب والأندلس، يعد ابن الحاج أحد شيوخ قبيلة لمتونة، ومن قادتها المعروفين، ومن أقارب أمير المسلمين يوسف بن تاشفين أمير دولة المرابطين، عُرف بابن الحاج، إذ قام أبوه بأداء فريضة الحج.

## حياته
ظهرت براعة ابن الحاج العسكرية في الأندلس حيث افتتح قرطبة عام 484 هـ وحارب القشتاليين، عُين في عهد علي بن يوسف واليًا على المغرب، ثم نُدب لولاية بلنسية، أخضع سرقسطة لدولة المرابطين بعد أن استغاث أهلها بأمير المسلمين علي بن يوسف، حيتما خضع حاكمها عبد الملك بن المستعين في أحضان النصارى، وتغلبوا على مصالح الدولة، فسار إليها ابن الحاج واستولى على سرقسطة عام 503 هـ، ولبث واليًا عليها يحوطها بحمايته من النصارى، الذين يحيطون بها من الشرق والغرب والشمال.